# La Maladière
Lo Stade de la Maladière è uno stadio di calcio di Neuchâtel, in Svizzera, nel quale gioca la società del Neuchâtel Xamax, attualmente militante nella Challenge League svizzera.
La vecchia struttura, che poteva ospitare 23 000 spettatori, è stata demolita e completamente ricostruita ed il nuovo stadio, inaugurato nel 2007, è in grado oggi di offrire 12 000 posti a sedere e al coperto e 10 logge V.I.P.
Oltre alle infrastrutture sportive il centro ospita 54 boutique per un'area commerciale di circa 28 000 metri quadrati, 930 posti auto coperti, la sede centrale del corpo dei pompieri e sei palestre. L'investimento totale per il rifacimento della Maladière è stato di circa 230 milioni di franchi svizzeri.